# Noé Ela
Noé Ela Mangue (ur. 17 kwietnia 2003 w Madrycie) – piłkarz z Gwinei Równikowej grający na pozycji napastnika. Od 2023 jest zawodnikiem klubu CD Numancia.

## Kariera klubowa
Swoją karierę piłkarską Ela rozpoczynał w juniorach CD Pinosierra (2014-2017), a następnie także Rayo Alcobendas (2017-2019) i CD Leganés (2019-2021). W 2021 roku został zawodnikiem UD Logroñés, gdzie najpierw grał w jego rezerwach, a następnie w pierwszym zespole. Latem 2023 został piłkarzem CD Numancia.

## Kariera reprezentacyjna
W reprezentacji Gwinei Równikowej Ela zadebiutował 6 września 2023 roku w zremisowanym 1:1 meczu kwalifikacji do Pucharu Narodów Afryki 2023 z Libią, rozegranym w Bengazi. W 2024 roku został powołany do kadry na Puchar Narodów Afryki 2023. W tym turnieju nie zagrał w żadnym spotkaniu.